# Moravská Třebová
Moravská Třebová é uma cidade checa localizada na região de Pardubice, distrito de Svitavy.